# Neualmbach
Der Neualmbach oder Neualpbach ist der rechte Quellbach der Linder in den Ammergauer Alpen, nordwestlich von Garmisch-Partenkirchen in Bayern und Tirol.

## Verlauf
Der Neualmbach entspringt am Südkamm der Kreuzspitze (2185 m). In seinem kompletten Verlauf ist er Grenzbach zwischen Deutschland und Österreich. Er fließt vorwiegend in nördlicher Richtung und vereinigt sich dann mit dem Fischbach zur Linder.
In seinem Unterlauf bildet der Neualmbach ein breites Bachbett mit Kiesbänken, das sogenannte Neualmgries.